# Società Sportiva Felice Scandone 2016-2017
Questa voce raccoglie le informazioni riguardanti la Società Sportiva Felice Scandone nelle competizioni ufficiali della stagione 2016-17.

## Verdetti stagionali
Competizioni nazionali
- Serie A:

Stagione regolare: 3º posto su 16 squadre (19-11);
Play-off: sconfitto in semifinale da Venezia.
- Coppa Italia:

Sconfitto ai quarti di finale da Sassari.
- Supercoppa italiana:

Sconfitto in finale da Milano.
- Basketball Champions League:
- Sconfitto agli ottavi di finale da Venezia.

## Stagione

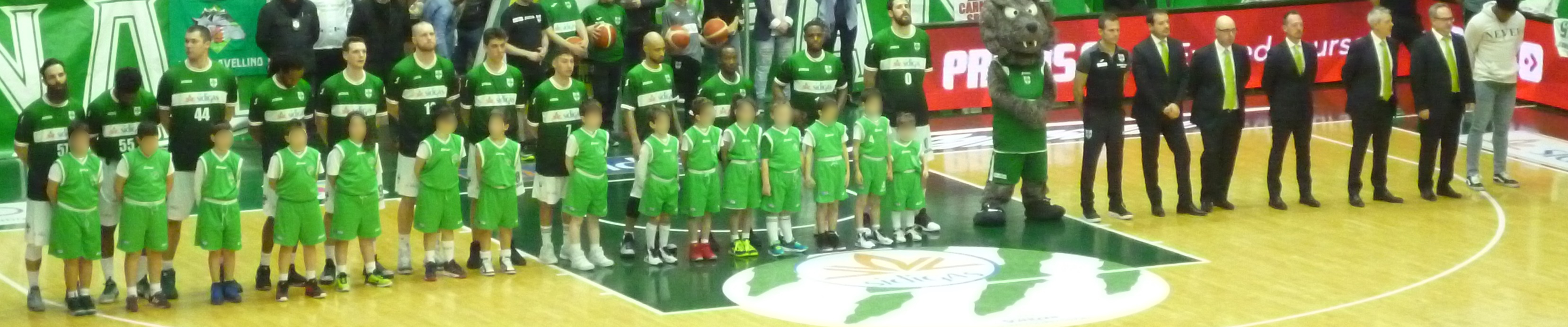
Roster stagione 2016-2017

La stagione 2016-2017 della Società Sportiva Felice Scandone sponsorizzata Sidigas, è la 17ª nel massimo campionato italiano di pallacanestro, la Serie A. La stagione si apre con le conferme di Maarty Leunen, Joe Ragland, Marques Green, Giovanni Severini e Salvatore Parlato. Nel mese di giugno vengono ufficializzati gli acquisti di Andrea Zerini e Marco Cusin. Viene, inoltre, esercitata l'opzione di uscita dal contratto di Benas Veikalas. Ad agosto vengono ufficializzati gli ingaggi di Levi Randolph, Retin Obasohan, Kyrylo Fesenko e Adonis Thomas.

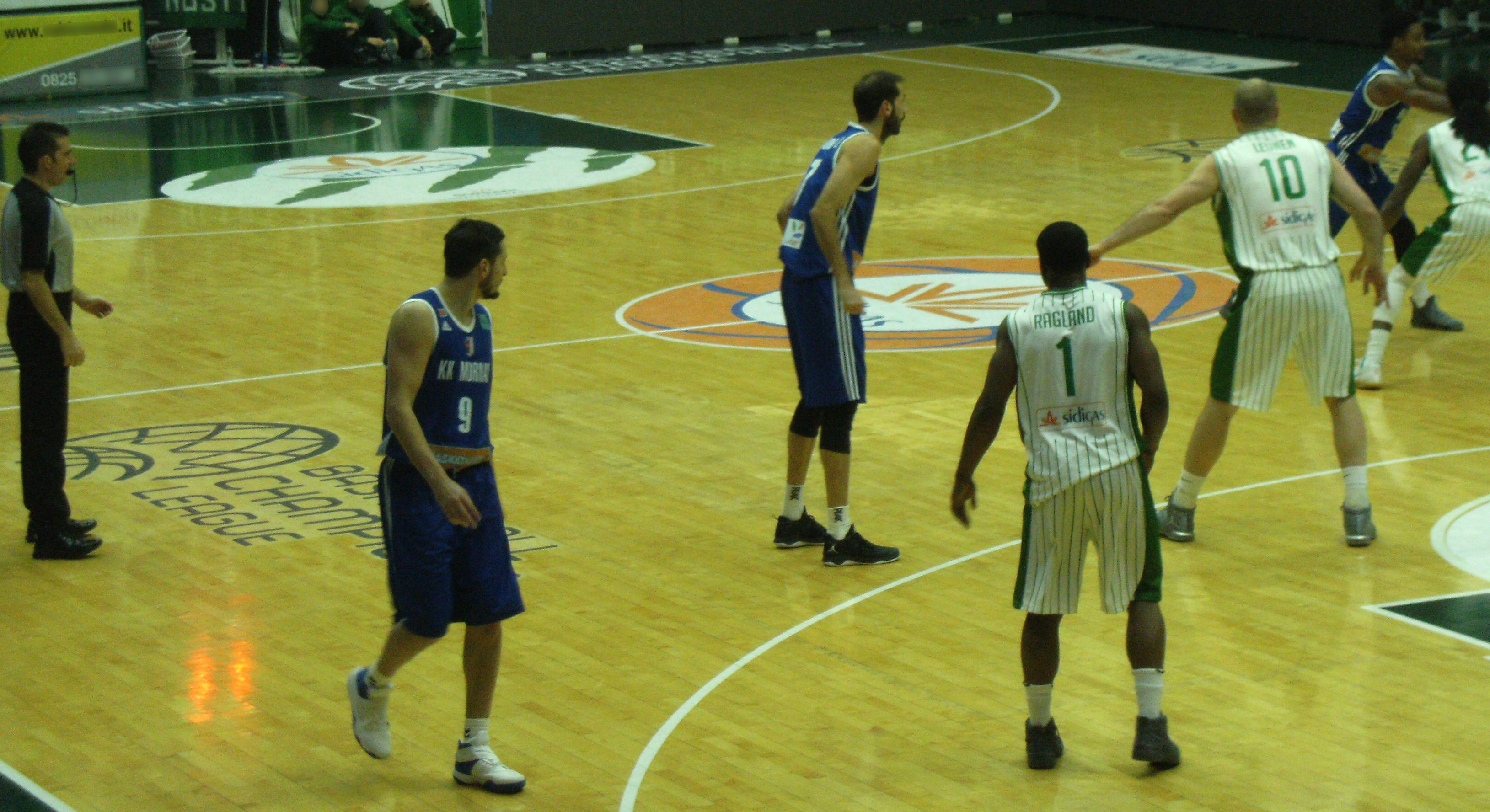
Fase di gioco dell'incontro Avellino-Mornar Bar

La squadra viene ammessa a disputare la Basketball Champions League e inserita nel girone D con Strasbourg IG, Club Baloncesto Canarias, Basket Club Oostende, Košarkaški klub Cibona, Košarkaški klub Mega Leks Beograd e i vincitori dei preliminari Igokea/Mornar Bar Vs Benfica e Ludwigsburg/Porto Vs Juventus Utena. Gli incontri si concludono con la vittoria di Mornar Bar e Juventus Utena
Il precampionato vede la Scandone vittoriosa contro Bryant University, Agropoli e sconfitta da Sassari. La squadra si aggiudica il torneo Tirrenia contro Caserta e Sassari, il trofeo Vito Lepore contro Agropoli e il terzo posto nel torneo "Kranz Park Hotel Cup" (sconfitta con il Bayern Monaco e vittoria con il Telekom Baskets Bonn).
Nella prima partita ufficiale della stagione, valida per la supercoppa italiana, la Scandone supera Reggio Emilia con il punteggio di 74-72, ottenendo l'accesso in finale contro Milano. L'incontro si conclude con la vittoria della formazione lombarda per 90-72.
Il 18 ottobre 2016 la squadra conquista la prima vittoria esterna assoluta in una competizione europea, superando il Mega Leks per 84-70.
Il 9 novembre, invece, subisce la prima sconfitta casalinga del 2016 dopo 17 vittorie consecutive contro Basket Club Oostende.
La squadra conclude il girone di andata in 3ª posizione in classifica a 22 punti (8 in più rispetto alla stagione precedente), ottenendo la qualificazione alla Coppa Italia in cui affronta Sassari. L'incontro si conclude con la vittoria della formazione sarda per 69-68.
La società fa registrare un aumento del 51,4% del numero di spettatori al termine della 15ª giornata, che passano da una media di 2.014 a 3.049.
La fase a gironi della Basketball Champions League si conclude con la squadra in seconda posizione, che garantisce l'accesso agli ottavi di finale in cui affronta Venezia, vincitrice nei sedicesimi di finale contro Ventspils. Nel corso dell'incontro casalingo con il Mega Leks, Salvatore Parlato fa registrare i primi punti di un cestista irpino in Europa.
Gli ottavi di finale della Basketball Champions League vedono la Scandone sconfitta da Venezia.
Il 25 gennaio Marco Cusin riporta una frattura del quarto metacarpo della mano destra, per la quale si renderà necessario uno stop di 2 mesi.
Il 16 febbraio viene ufficializzato l'ingaggio di David Logan.
Il 18 marzo la società raggiunge le 300 vittorie in campionato.
Il 2 aprile Kyrylo Fesenko riporta un risentimento del collaterale mediale al ginocchio sinistro.
Il 20 aprile viene ufficializzato l'ingaggio di Shawn Jones.
La squadra conclude il girone di ritorno in 3ª posizione in classifica a 38 punti (19 vittorie e 11 sconfitte), ottenendo la qualificazione ai play-off in cui affronta Reggio Emilia. La serie si conclude con il punteggio di 3-0 a favore della formazione irpina, che in semifinale incontra Venezia vincitrice 3-1 contro Pistoia. La serie termina 4-2 per la squadra veneta, che accede alla finale contro Trento.
Il 26 maggio viene ufficializzata la partecipazione alla Basketball Champions League 2017-2018.
Al termine del girone di ritorno, la società fa registrare un aumento del 38,3% del numero di spettatori pari ad una media di 3.117 ad incontro (la terza più bassa del campionato) e un indice di riempimento dell'impianto di gioco pari al 60% (capienza di 5195 posti).

## Roster
Aggiornato al 20 aprile 2017.
| Sidigas Avellino 2016-17 | Sidigas Avellino 2016-17 |
| Giocatori                | Staff tecnico            |
| ------------------------ | ------------------------ |

| N. | Naz.                                                   | Ruolo | Nome              | Anno | Alt.   | Peso   |  |
| -- | ------------------------------------------------------ | ----- | ----------------- | ---- | ------ | ------ |  |
| 0  | Italia (bandiera)                                      | AC    | Andrea Zerini     | 1988 | 205 cm | 110 kg |  |
| 1  | Stati Uniti (bandiera) · Liberia (bandiera)            | P     | Joe Ragland       | 1989 | 182 cm | 80 kg  |  |
| 4  | Stati Uniti (bandiera) · Macedonia del Nord (bandiera) | P     | Marques Green (C) | 1982 | 165 cm | 65 kg  |  |
| 6  | Stati Uniti (bandiera) · Polonia (bandiera)            | PG    | David Logan       | 1982 | 185 cm | 77 kg  |  |
| 8  | Italia (bandiera)                                      | A     | Lorenzo Esposito  | 1998 | 195 cm |        |  |
| 10 | Stati Uniti (bandiera)                                 | AG    | Maarty Leunen     | 1985 | 206 cm | 105 kg |  |
| 12 | Italia (bandiera)                                      | C     | Marco Cusin       | 1985 | 211 cm | 112 kg |  |
| 19 | Italia (bandiera)                                      | G     | Giovanni Severini | 1993 | 197 cm | 85 kg  |  |
| 20 | Stati Uniti (bandiera)                                 | GA    | Levi Randolph     | 1992 | 196 cm | 95 kg  |  |
| 22 | Stati Uniti (bandiera) · Kosovo (bandiera)             | AC    | Shawn Jones       | 1992 | 203 cm | 107 kg |  |
| 32 | Belgio (bandiera)                                      | G     | Retin Obasohan    | 1993 | 185 cm | 94 kg  |  |
| 44 | Ucraina (bandiera)                                     | C     | Kyrylo Fesenko    | 1986 | 216 cm | 130 kg |  |
| 55 | Stati Uniti (bandiera)                                 | A     | Adonis Thomas     | 1993 | 198 cm | 105 kg |  |
| 57 | Italia (bandiera)                                      | PG    | Salvatore Parlato | 1986 | 196 cm | 83 kg  |  |
| -  | Italia (bandiera)                                      |       | Michele Esposito  | 1999 |        |        |  |
| -  | Italia (bandiera)                                      |       | Francesco Tomei   | 1999 |        |        |  |

| Allenatore                                                                                               |
| - Stefano Sacripanti                                                                                     |
| Assistente/i                                                                                             |
| - Gianluca De Gennaro - Massimiliano Oldoini Legenda - (C) Capitano - (IN) Inattivo - Infortunato Roster |

### Staff tecnico e dirigenziale
- Allenatore: Stefano Sacripanti
- Assistente: Massimiliano Oldoini
- Assistente: Gianluca De Gennaro
- Preparatore Atletico: Silvio Barnabà
- Medico Sociale: Franco Cerullo
- Fisioterapista: Giuseppe Calò
- Fisioterapista: Salvatore Petruzzi

- Presidente: Giuseppe Sampietro
- Vicepresidente: Gianandrea De Cesare
- Vicepresidente: Annamaria Malzoni
- Amministratore Delegato: Gianandrea De Cesare
- Direttore Sportivo: Nicola Alberani
- Direttore Operativo: Luigi Carbone
- Team Manager: Gaetano De Paola
- Relazioni Esterne: Maria Picariello
- Segreteria Sportiva: Gianluca Di Domenico
- Resp. biglietteria: Ilaria Tomaselli
- Resp. Settore Giovanile: Francesco Cavaliere
- Resp. Statistiche Lega: Giuseppe Adamo
- Resp. Instant Replay: Giuseppe Adamo

## Mercato
| Arrivi | Arrivi         | Arrivi             | Arrivi     |
| R      | Nome           | da                 | Modalità   |
| ------ | -------------- | ------------------ | ---------- |
| C      | Marco Cusin    | Vanoli Cremona     | definitivo |
| AC     | Andrea Zerini  | N.B. Brindisi      | definitivo |
| GA     | Levi Randolph  | Maine Red Claws    | definitivo |
| G      | Retin Obasohan | Alabama Crim. Tide | definitivo |
| C      | Kyrylo Fesenko | Monaco             | definitivo |
| GA     | Adonis Thomas  | G. Rapids Drive    | definitivo |

| Partenze | Partenze       | Partenze                | Partenze       |
| R        | Nome           | a                       | Modalità       |
| -------- | -------------- | ----------------------- | -------------- |
| G        | Benas Veikalas | BG 74 Gottinga          | fine contratto |
| C        | Riccardo Cervi | Pall. Reggiana          | fine contratto |
| A        | Giovanni Pini  | Scaligera Verona        | fine contratto |
| P        | Jānis Blūms    | VEF Rīga                | fine contratto |
| AP       | James Nunnally | Fenerbahçe              | fine contratto |
| G        | Alex Acker     | Free agent              | fine contratto |
| AG       | Ivan Buva      | Bilbao Berri            | fine contratto |
| A        | Tylor Ongwae   | Södertälje              | fine contratto |
| P        | Mattia Norcino | Il Globo Basket Isernia | fine contratto |

### Dopo l'inizio della stagione
| Acquisti | Acquisti    | Acquisti       | Acquisti         | Acquisti   |
| R.       | Nome        | da             | Data             | Modalità   |
| -------- | ----------- | -------------- | ---------------- | ---------- |
| PG       | David Logan | Lietuvos rytas | 16 febbraio 2017 | definitivo |
| AC       | Shawn Jones | H. Gerusalemme | 20 aprile 2017   | definitivo |

## Risultati

### Serie A

#### Regular season

##### Girone di andata
| Arbitri: | Alessandro Martolini (Roma) Maurizio Biggi (Cavenago di Brianza) Dario Morelli (Brindisi) |

|                                          |            |                             |
| Randolph 22 Ragland 16 Zerini, Leunen 12 | Punti      | 19 White 16 Poeta 14 Wright |
| Green 11                                 | Assist     | 7 Wright                    |
| Randolph 6                               | Rimbalzi   | 12 White                    |
| Stefano Sacripanti                       | Allenatori | Francesco Vitucci           |

| Arbitri: | Saverio Lanzarini (Bologna) Manuel Mazzoni (Grosseto) Mark Bartoli (Trieste) |

|                                       |            |                                 |
| McLean 16 Simon, Mačvan 12 Gentile 10 | Punti      | 22 Fesenko 19 Thomas 13 Ragland |
| Hickman, Pascolo, Simon 4             | Assist     | 6 Ragland                       |
| Simon 6                               | Rimbalzi   | 7 Fesenko                       |
| Jasmin Repeša                         | Allenatori | Stefano Sacripanti              |

| Arbitri: | Gianluca Sardella (Rimini) Gabriele Bettini (Bologna) Nicola Ranaudo (Milano) |

|                                    |            |                                |
| Randolph 22 Obasohan 19 Ragland 15 | Punti      | 13 Petteway 12 Boothe 11 Moore |
| Green 7                            | Assist     | 5 Moore                        |
| Leunen 10                          | Rimbalzi   | 7 Petteway                     |
| Stefano Sacripanti                 | Allenatori | Vincenzo Esposito              |

| Arbitri: | Dino Seghetti (Livorno) Michele Rossi (Anghiari) Denis Quarta (Rivalta di Torino) |

|                             |            |                                  |
| Jones 17 Harrow 14 Fields 9 | Punti      | 21 Ragland 14 Leunen 10 Randolph |
| Fields, Jasaitis 2          | Assist     | 5 Ragland                        |
| Nnoko 9                     | Rimbalzi   | 7 Cusin                          |
| Piero Bucchi                | Allenatori | Stefano Sacripanti               |

| Arbitri: | Manuel Mazzoni (Grosseto) Lorenzo Baldini (Firenze) Mauro Belfiore (Napoli) |

|                                 |            |                                      |
| Thomas 19 Ragland 17 Fesenko 15 | Punti      | 24 Moore 14 Landry 12 Berggren, Moss |
| Ragland 11                      | Assist     | 5 Vitali                             |
| Fesenko 12                      | Rimbalzi   | 7 Landry, Moore                      |
| Stefano Sacripanti              | Allenatori | Andrea Diana                         |

| Arbitri: | Massimiliano Filippini (San Lazzaro di Savena) Mark Bartoli (Trieste) Denny Borgioni (Roma) |

|                              |            |                                        |
| Eyenga 20 Maynor 15 Pelle 12 | Punti      | 16 Thomas 14 Ragland 13 Fesenko, Green |
| Maynor 8                     | Assist     | 6 Ragland                              |
| Pelle 13                     | Rimbalzi   | 9 Cusin                                |
| Paolo Moretti                | Allenatori | Stefano Sacripanti                     |

| Arbitri: | Enrico Sabetta (Termoli) Alessandro Martolini (Roma) Michele Rossi (Anghiari) |

|                                 |            |                                             |
| Green 27 Ragland 13 Randolph 12 | Punti      | 22 Della Valle 17 Aradori, Cervi 13 Needham |
| Green 8                         | Assist     | 4 Aradori, Needham                          |
| Fesenko 8                       | Rimbalzi   | 9 Cervi                                     |
| Stefano Sacripanti              | Allenatori | Massimiliano Menetti                        |

| Arbitri: | Carmelo Lo Guzzo (Pisa) Gianluca Sardella (Rimini) Gabriele Bettini (Bologna) |

|                                                |            |                                                           |
| Stipčević 18 Lydeka 10 Johnson-Odom, Olaseni 9 | Punti      | 21 Thomas 18 Ragland, Randolph 5 Cusin, Fesenko, Severini |
| Carter, Johnson-Odom 3                         | Assist     | 9 Ragland                                                 |
| Lacey 9                                        | Rimbalzi   | 7 Randolph                                                |
| Federico Pasquini                              | Allenatori | Stefano Sacripanti                                        |

| Arbitri: | Roberto Begnis (Crema) Luca Weidmann (Campobasso) Matteo Boninsegna (Milano) |

|                                          |            |                              |
| Ragland 22 Randolph 13 Zerini, Thomas 10 | Punti      | 19 Carter 15 Scott 13 M'Baye |
| Ragland 6                                | Assist     | 3 Moore                      |
| Cusin 8                                  | Rimbalzi   | 9 Scott                      |
| Stefano Sacripanti                       | Allenatori | Romeo Sacchetti              |

| Arbitri: | Tolga Sahin (Messina) Michele Rossi (Anghiari) Dario Morelli (Brindisi) |

|                                   |            |                                    |
| Ragland 30 Fesenko 15 Randolph 11 | Punti      | 20 Ejim 15 Haynes 10 Hagins, Perić |
| Ragland 9                         | Assist     | 6 Haynes                           |
| Fesenko 8                         | Rimbalzi   | 10 Ejim                            |
| Stefano Sacripanti                | Allenatori | Walter De Raffaele                 |

| Arbitri: | Massimiliano Filippini (San Lazzaro di Savena) Emanuele Aronne (Viterbo) Valerio Grigioni (Roma) |

|                                |            |                                                    |
| Johnson 35 Waters 14 Darden 12 | Punti      | 22 Ragland 14 Randolph, Fesenko 7 Leunen, Obasohan |
| Waters 8                       | Assist     | 3 Green                                            |
| Johnson 14                     | Rimbalzi   | 8 Fesenko                                          |
| Kyryll Bol'šakov               | Allenatori | Stefano Sacripanti                                 |

| Arbitri: | Carmelo Lo Guzzo (Pisa) Luca Weidmann (Campobasso) Fabrizio Paglialunga (Taranto) |

|                                  |            |                                      |
| Holloway 25 Biligha 13 Carlino 9 | Punti      | 24 Ragland 20 Obasohan 19 Thomas     |
| Holloway 5                       | Assist     | 4 Ragland                            |
| Thomas 10                        | Rimbalzi   | 6 Fesenko, Leunen, Ragland, Randolph |
| Paolo Lepore                     | Allenatori | Stefano Sacripanti                   |

| Arbitri: | Maurizio Biggi (Cavenago di Brianza) Alessandro Vicino (Argelato) Mark Bartoli (Trieste) |

|                               |            |                                   |
| Thomas 24 Ragland 20 Green 15 | Punti      | 17 Stojanović 11 Delaš 9 Iannuzzi |
| Green 9                       | Assist     | 5 Tepić                           |
| Fesenko 7                     | Rimbalzi   | 4 Stojanović                      |
| Stefano Sacripanti            | Allenatori | Gennaro Di Carlo                  |

| Arbitri: | Enrico Sabetta (Termoli) Lorenzo Baldini (Firenze) Denny Borgioni (Roma) |

|                             |            |                                |
| Watt 25 Sosa 23 Gaddefors 9 | Punti      | 19 Leunen 17 Ragland 14 Thomas |
| Sosa 11                     | Assist     | 1 cinque giocatori             |
| Watt 14                     | Rimbalzi   | 5 Cusin, Leunen, Thomas        |
| Sandro Dell'Agnello         | Allenatori | Stefano Sacripanti             |

| Arbitri: | Tolga Sahin (Messina) Beniamino Manuel Attard (Priolo Gargallo) Dario Morelli (Brindisi) |

|                                      |            |                                  |
| Green 14 Fesenko, Thomas 13 Cusin 11 | Punti      | 18 Craft 14 Baldi Rossi 9 Forray |
| Leunen, Ragland 6                    | Assist     | 11 Craft                         |
| Thomas 12                            | Rimbalzi   | 8 Hogue                          |
| Stefano Sacripanti                   | Allenatori | Maurizio Buscaglia               |

##### Girone di ritorno
| Arbitri: | Dino Seghetti (Livorno) Manuel Mazzoni (Grosseto) Nicola Ranaudo (Milano) |

|                                  |            |                                 |
| Wright 26 Washington 14 White 13 | Punti      | 22 Ragland 16 Thomas 15 Fesenko |
| Wright 4                         | Assist     | 5 Green                         |
| White, Wilson 8                  | Rimbalzi   | 10 Leunen                       |
| Francesco Vitucci                | Allenatori | Stefano Sacripanti              |

| Arbitri: | Saverio Lanzarini (Bologna) Luca Weidmann (Campobasso) Guido Federico Di Francesco (Teramo) |

|                                   |            |                                             |
| Fesenko 20 Ragland 18 Obasohan 14 | Punti      | 15 McLean 11 Raduljica 9 Kalnietis, Pascolo |
| Leunen 7                          | Assist     | 7 Kalnietis                                 |
| Fesenko 11                        | Rimbalzi   | 7 Simon                                     |
| Stefano Sacripanti                | Allenatori | Jasmin Repeša                               |

| Arbitri: | Roberto Begnis (Crema) Fabrizio Paglialunga (Taranto) Matteo Boninsegna (Milano) |

|                                          |            |                                            |
| Petteway 12 Crosariol, Moore 10 Boothe 9 | Punti      | 12 Ragland, Randolph 11 Obasohan 9 Fesenko |
| Okereafor 4                              | Assist     | 4 Ragland                                  |
| Okereafor 9                              | Rimbalzi   | 9 Fesenko                                  |
| Vincenzo Esposito                        | Allenatori | Stefano Sacripanti                         |

| Arbitri: | Dino Seghetti (Livorno) Beniamino Manuel Attard (Priolo Gargallo) Evangelista Caiazza (Arzano) |

|                                          |            |                               |
| Thomas 20 Ragland, Randolph 13 Zerini 10 | Punti      | 22 Thornton 14 Jones 9 Fields |
| Green 7                                  | Assist     | 4 Fields                      |
| Obasohan, Zerini 7                       | Rimbalzi   | 9 Nnoko                       |
| Stefano Sacripanti                       | Allenatori | Piero Bucchi                  |

| Arbitri: | Maurizio Biggi (Cavenago di Brianza) Luca Weidmann (Campobasso) Mauro Belfiore (Napoli) |

|                                    |            |                                   |
| Landry 26 Vitali 14 Moore, Moss 12 | Punti      | 25 Randolph 21 Ragland 16 Fesenko |
| Moss, Vitali 5                     | Assist     | 6 Ragland                         |
| Moss 7                             | Rimbalzi   | 11 Fesenko                        |
| Andrea Diana                       | Allenatori | Stefano Sacripanti                |

| Arbitri: | Carmelo Lo Guzzo (Pisa) Gianluca Sardella (Rimini) Gianluca Calbucci (Pomezia) |

|                                   |            |                                         |
| Randolph 20 Fesenko 13 Ragland 12 | Punti      | 19 Anosike 16 Maynor 13 Johnson, Eyenga |
| Green, Ragland 5                  | Assist     | 9 Maynor                                |
| Fesenko 10                        | Rimbalzi   | 7 Anosike, Kangur                       |
| Stefano Sacripanti                | Allenatori | Attilio Caja                            |

| Arbitri: | Gianluca Mattioli (Pesaro) Alessandro Martolini (Roma) Denis Quarta (Rivalta di Torino) |

|                                    |            |                               |
| Aradori 31 Cervi 20 Della Valle 12 | Punti      | 24 Thomas 21 Fesenko 16 Logan |
| De Nicolao 7                       | Assist     | 6 Green                       |
| Aradori 9                          | Rimbalzi   | 8 Green, Logan                |
| Massimiliano Menetti               | Allenatori | Stefano Sacripanti            |

| Arbitri: | Roberto Begnis (Crema) Maurizio Biggi (Cavenago di Brianza) Alessandro Vicino (Argelato) |

|                               |            |                                 |
| Randolph 21 Logan 19 Green 11 | Punti      | 18 Stipčević 16 Lacey 14 Lydeka |
| Green 9                       | Assist     | 3 Lacey, Stipčević              |
| Fesenko 10                    | Rimbalzi   | 7 Savanović                     |
| Stefano Sacripanti            | Allenatori | Federico Pasquini               |

| Arbitri: | Dino Seghetti (Livorno) Gianluca Sardella (Rimini) Gianluca Calbucci (Pomezia) |

|                               |            |                                |
| Scott 18 Samuels 17 Carter 14 | Punti      | 28 Fesenko 23 Logan 8 Randolph |
| Moore 7                       | Assist     | 4 Green                        |
| Samuels 8                     | Rimbalzi   | 9 Fesenko                      |
| Romeo Sacchetti               | Allenatori | Stefano Sacripanti             |

| Arbitri: | Saverio Lanzarini (Bologna) Lorenzo Baldini (Firenze) Valerio Grigioni (Roma) |

|                            |            |                              |
| Bramos 16 Tonut 13 Ejim 12 | Punti      | 19 Logan 17 Ragland 8 Thomas |
| Filloy, Ortner 4           | Assist     | 3 Leunen, Ragland            |
| Bramos 10                  | Rimbalzi   | 6 Cusin                      |
| Walter De Raffaele         | Allenatori | Stefano Sacripanti           |

| Arbitri: | Tolga Sahin (Messina) Gabriele Bettini (Bologna) Dario Morelli (Brindisi) |

|                               |            |                                   |
| Ragland 33 Logan 22 Thomas 13 | Punti      | 24 Dowdell 17 Johnson 11 Cournooh |
| Leunen 8                      | Assist     | 4 Cournooh]                       |
| Thomas 6                      | Rimbalzi   | 5 Acker                           |
| Stefano Sacripanti            | Allenatori | Carlo Recalcati                   |

| Arbitri: | Dino Seghetti (Livorno) Emanuele Aronne (Viterbo) Mauro Belfiore (Napoli) |

|                                               |            |                                     |
| Logan 25 Thomas 19 Ragland, Cusin, Randolph 8 | Punti      | 21 Johnson-Odom 14 Harris 9 Biligha |
| Logan 5                                       | Assist     | 4 Johnson-Odom                      |
| Leunen 8                                      | Rimbalzi   | 8 Harris                            |
| Stefano Sacripanti                            | Allenatori | Paolo Lepore                        |

| Arbitri: | Enrico Sabetta (Termoli) Luca Weidmann (Campobasso) Fabrizio Paglialunga (Taranto) |

|                                            |            |                                                      |
| Diener 20 Kikowski, Ivanović 10 Iannuzzi 8 | Punti      | 24 Ragland 15 Leunen, Jones 5 Green, Logan, Randolph |
| Diener, Ivanović 3                         | Assist     | 10 Ragland                                           |
| Tepić 6                                    | Rimbalzi   | 7 Jones                                              |
| Gennaro Di Carlo                           | Allenatori | Stefano Sacripanti                                   |

| Arbitri: | Gianluca Mattioli (Pesaro) Lorenzo Baldini (Firenze) Nicola Ranaudo (Milano) |

|                               |            |                               |
| Thomas 18 Ragland 15 Jones 12 | Punti      | 16 Gaddefors 15 Watt 14 Giuri |
| Ragland 5                     | Assist     | 4 Gaddefors, Giuri            |
| Jones 11                      | Rimbalzi   | 9 Watt                        |
| Stefano Sacripanti            | Allenatori | Sandro Dell'Agnello           |

| Arbitri: | Alessandro Martolini (Roma) Michele Rossi (Anghiari) Gianluca Calbucci (Pomezia) |

|                                  |            |                              |
| Sutton 22 Gomes 15 Flaccadori 11 | Punti      | 20 Logan 15 Thomas14 Ragland |
| Craft, Hogue 4                   | Assist     | 4 Ragland                    |
| Sutton 14                        | Rimbalzi   | 9 Ragland                    |
| Maurizio Buscaglia               | Allenatori | Stefano Sacripanti           |

#### Play-off
| Arbitri: | Roberto Begnis (Crema) Carmelo Lo Guzzo (Pisa) Fabrizio Paglialunga (Taranto) |

|                               |            |                                  |
| Fesenko 24 Logan 17 Thomas 12 | Punti      | 15 Wright 14 Aradori 10 Polonara |
| Ragland 10                    | Assist     | 4 Wright                         |
| Fesenko 9                     | Rimbalzi   | 5 Aradori, Wright                |
| Stefano Sacripanti            | Allenatori | Massimiliano Menetti             |

| Arbitri: | Manuel Mazzoni (Grosseto) Maurizio Biggi (Cavenago di Brianza) Luca Weidmann (Campobasso) |

|                               |            |                                  |
| Logan 21 Fesenko 13 Leunen 11 | Punti      | 18 Aradori 11 Wright 10 Polonara |
| Green 9                       | Assist     | 4 De Nicolao, Wright             |
| Fesenko 10                    | Rimbalzi   | 7 Wright                         |
| Stefano Sacripanti            | Allenatori | Massimiliano Menetti             |

| Arbitri: | Tolga Sahin (Messina) Gianluca Sardella (Rimini) Emanuele Aronne (Viterbo) |

|                                   |            |                                 |
| Aradori 22 Della Valle 18 Cervi 8 | Punti      | 21 Ragland 11 Logan 10 Thomas   |
| Aradori, Wright 3                 | Assist     | 3 Green, Leunen, Logan, Ragland |
| Cervi, Wright 6                   | Rimbalzi   | 8 Logan                         |
| Massimiliano Menetti              | Allenatori | Stefano Sacripanti              |

| Arbitri: | Gianluca Mattioli (Pesaro) Maurizio Biggi (Cavenago di Brianza) Lorenzo Baldini (Firenze) |

|                            |            |                                         |
| Perić 18 Tonut 11 McGee 10 | Punti      | 20 Ragland 13 Randolph 9 Fesenko, Logan |
| Haynes 6                   | Assist     | 7 Ragland                               |
| Perić 5                    | Rimbalzi   | 10 Leunen                               |
| Walter De Raffaele         | Allenatori | Stefano Sacripanti                      |

| Arbitri: | Roberto Begnis (Crena) Michele Rossi (Anghiari) Fabrizio Paglialunga (Taranto) |

|                                      |            |                                       |
| Perić 23 Haynes 13 Batista, McGee 10 | Punti      | 17 Logan 12 Randolph 11 Green, Thomas |
| Ejim 6                               | Assist     | 4 Ragland                             |
| Batista 7                            | Rimbalzi   | 6 Fesenko                             |
| Walter De Raffaele                   | Allenatori | Stefano Sacripanti                    |

| Arbitri: | Dino Seghetti (Livorno) Gianluca Sardella (Rimini) Gabriele Bettini (Bologna) |

|                               |            |                                 |
| Ragland 33 Logan 21 Thomas 15 | Punti      | 19 Haynes, McGee 9 Ejim 8 Stone |
| Green, Ragland 5              | Assist     | 4 Ejim                          |
| Cusin, Fesenko, Leunen 7      | Rimbalzi   | 5 Batista, Haynes               |
| Stefano Sacripanti            | Allenatori | Walter De Raffaele              |

| Arbitri: | Enrico Sabetta (Termoli) Maurizio Biggi (Cavenago di Brianza) Alessandro Vicino (Argelato) |

|                                        |            |                                    |
| Ragland 17 Logan, Leunen 14 Fesenko 12 | Punti      | 15 Bramos 10 McGee, Perić 9 Filloy |
| Ragland 5                              | Assist     | 3 Filloy                           |
| Leunen, Logan 7                        | Rimbalzi   | 6 Ejim, Perić                      |
| Stefano Sacripanti                     | Allenatori | Walter De Raffaele                 |

| Arbitri: | Tolga Sahin (Messina) Carmelo Lo Guzzo (Pisa) Alessandro Martolini (Roma) |

|                                       |            |                                        |
| Batista, Perić 18 Bramos 11 Filloy 10 | Punti      | 14 Ragland 11 Logan, Thomas 10 Fesenko |
| Filloy, Stone 6                       | Assist     | 5 Ragland                              |
| Batista 10                            | Rimbalzi   | 6 Cusin, Leunen                        |
| Walter De Raffaele                    | Allenatori | Stefano Sacripanti                     |

| Arbitri: | Saverio Lanzarini (Bologna) Massimiliano Filippini (San Lazzaro di Savena) Manuel Mazzoni (Grosseto) |

|                               |            |                                      |
| Logan 20 Ragland 18 Thomas 11 | Punti      | 21 Perić 14 Batista, Haynes 12 Tonut |
| Logan 5                       | Assist     | 7 Haynes                             |
| Leunen 7                      | Rimbalzi   | 7 Batista                            |
| Stefano Sacripanti            | Allenatori | Walter De Raffaele                   |

### Basketball Champions League

#### Fase a gironi
| Arbitri: | Janusz Calik Georgios Poursanidis Yener Yilmaz |

|                                               |            |                                   |
| Kaba 18 Novak 15 Mushidi, Simeunović, Tejić 8 | Punti      | 28 Randolph 21 Ragland 10 Fesenko |
| Jaramaz 5                                     | Assist     | 10 Green                          |
| Kaba 9                                        | Rimbalzi   | 5 Fesenko, Randolph               |
| Dejan Milojević                               | Allenatori | Stefano Sacripanti                |

| Arbitri: | Erez Gurion Boris Krejic Yener Yilmaz |

|                                  |            |                                    |
| Randolph 24 Ragland 16 Leunen 14 | Punti      | 22 Slaughter 10 Ntilikina 9 Leloup |
| Green, Ragland 10                | Assist     | 4 Jaiteh, Leloup                   |
| Green 8                          | Rimbalzi   | 12 Jaiteh                          |
| Stefano Sacripanti               | Allenatori | Henrik Dettmann                    |

| Arbitri: | Antonio Conde Martin Horozov Marek Maliszewski |

|                                     |            |                                       |
| Johnson 22 Sulejmanović 16 Šakić 15 | Punti      | 22 Thomas 16 Fesenko, Leunen 11 Green |
| Joksimovič 4                        | Assist     | 11 Green                              |
| Šakić 9                             | Rimbalzi   | 9 Fesenko                             |
| Damir Mulaomerović                  | Allenatori | Stefano Sacripanti                    |

| Arbitri: | Eddie Viator Anastasios Manos Michal Proc |

|                                 |            |                               |
| Ragland 16 Thomas 14 Fesenko 11 | Punti      | 19 Newbill 16 Katić 10 Walden |
| Ragland 10                      | Assist     | 6 Đorđević                    |
| Fesenko 6                       | Rimbalzi   | 8 Đorđević                    |
| Stefano Sacripanti              | Allenatori | Dario Gjergja                 |

| Arbitri: | Georgios Poursanidis Petr Hrusa Yener Yilmaz |

|                               |            |                                      |
| Jones 28 Ellis 19 Vujošević 5 | Punti      | 22 Ragland 12 Thomas 9 Cusin, Leunen |
| Calic 4                       | Assist     | 7 Ragland                            |
| Ellis 8                       | Rimbalzi   | 8 Cusin, Fesenko, Ragland            |
| Dorđije Pavićević             | Allenatori | Stefano Sacripanti                   |

| Arbitri: | Murat Biricik Luka Kardum Markos Michaelides |

|                                 |            |                               |
| Randolph 24 Thomas 23 Ragland 7 | Punti      | 22 Mpogrīs 14 Beirán 10 White |
| Leunen, Ragland 5               | Assist     | 5 White                       |
| Fesenko, Ragland 6              | Rimbalzi   | 9 Beirán                      |
| Stefano Sacripanti              | Allenatori | Txus Vidorreta                |

| Arbitri: | Vicente Bulto Martin Horozov Tanel Suslov |

|                                      |            |                                   |
| Sirutavičius 16 Vasylius 15 Diggs 12 | Punti      | 25 Fesenko 21 Ragland 14 Obasohan |
| Diggs, Galdikas, Šulskis 4           | Assist     | 4 Green, Leunen                   |
| Galdikas 4                           | Rimbalzi   | 13 Fesenko                        |
| Antanas Sireika                      | Allenatori | Stefano Sacripanti                |

| Arbitri: | Anastasios Piloidis Luis Miguel Castillo Larroca Milan Nedovic |

|                               |            |                                      |
| Thomas 19 Ragland 13 Cusin 11 | Punti      | 13 Glogovac 12 Mushidi 10 Simeunović |
| Green 9                       | Assist     | 5 Čančar                             |
| Cusin 9                       | Rimbalzi   | 8 Tejić                              |
| Stefano Sacripanti            | Allenatori | Dejan Milojević                      |

| Arbitri: | Vicente Bulto Boris Krejic Vilius Maciulaitis |

|                                  |            |                                 |
| Slaughter 14 Walker 11 Howard 10 | Punti      | 15 Ragland 14 Randolph 6 Thomas |
| Lacombe, Slaughter, Walker 3     | Assist     | 4 Leunen                        |
| Jaiteh 11                        | Rimbalzi   | 7 Leunen                        |
| Vincent Collet                   | Allenatori | Stefano Sacripanti              |

| Arbitri: | Marek Cmikiewicz Regis Bardera Fernando Calatrava Cuevas |

|                                  |            |                                    |
| Randolph 18 Thomas 15 Ragland 11 | Punti      | 16 Žižić 11 Sulejmanović 9 Slavica |
| Ragland 7                        | Assist     | 4 Reynolds                         |
| Fesenko 12                       | Rimbalzi   | 8 Žižić                            |
| Stefano Sacripanti               | Allenatori | Damir Mulaomerović                 |

| Arbitri: | Eddie Viator Markos Michaelides Milan Nedovic |

|                                 |            |                                       |
| Katić 16 Walden 12 Boukichou 11 | Punti      | 14 Ragland, Thomas 12 Leunen 11 Green |
| Salumu 5                        | Assist     | 4 Thomas                              |
| Boukichou 8                     | Rimbalzi   | 5 Thomas                              |
| Dario Gjergja                   | Allenatori | Stefano Sacripanti                    |

| Arbitri: | Serhij Zaščuk Anastasios Manos Milan Nedovic |

|                                |            |                            |
| Thomas 13 Randolph 9 Ragland 7 | Punti      | 17 Tatum 14 Pavić 11 Ellis |
| Green 5                        | Assist     | 6 Tatum, Waller            |
| Fesenko 8                      | Rimbalzi   | 6 Ellis                    |
| Stefano Sacripanti             | Allenatori | Dorđije Pavićević          |

| Arbitri: | Murat Biricik Gentian Cici Aleksandar Glišić |

|                                   |            |                                 |
| Grigonis 10 White 10 Doornekamp 9 | Punti      | 19 Ragland 17 Thomas 13 Fesenko |
| Doornekamp 7                      | Assist     | 5 Ragland                       |
| Doornekamp 6                      | Rimbalzi   | 14 Fesenko                      |
| Txus Vidorreta                    | Allenatori | Stefano Sacripanti              |

| Arbitri: | Apostolos Kalpakas Georgios Poursanidis Michal Proc |

|                                           |            |                                     |
| Randolph 18 Fesenko, Thomas 14 Ragland 13 | Punti      | 16 Šulskis 15 Sirutavičius 14 Diggs |
| Green, Ragland 6                          | Assist     | 5 Diggs                             |
| Fesenko 12                                | Rimbalzi   | 9 Šulskis                           |
| Stefano Sacripanti                        | Allenatori | Antanas Sireika                     |

#### Ottavi di finale
| Arbitri: | Eddie Viator Martin Horozov Apostolos Kalpakas |

|                            |            |                                          |
| Perić 11 McGee 10 Hagins 8 | Punti      | 11 Ragland, Randolph 10 Fesenko 9 Leunen |
| McGee 3                    | Assist     | 7 Ragland                                |
| Hagins 10                  | Rimbalzi   | 10 Fesenko                               |
| Walter De Raffaele         | Allenatori | Stefano Sacripanti                       |

| Arbitri: | Panagiotis Anastopoulos Haris Bijedic Sasa Maricic |

|                                         |            |                                  |
| Logan 15 Randolph 14 Fesenko, Thomas 12 | Punti      | 16 Haynes 10 Ejim, McGee 9 Perić |
| Ragland 6                               | Assist     | 3 Filloy, Haynes                 |
| Fesenko 16                              | Rimbalzi   | 7 Ejim                           |
| Stefano Sacripanti                      | Allenatori | Walter De Raffaele               |

### Coppa Italia
| Arbitri: | Saverio Lanzarini (Bologna) Manuel Mazzoni (Grosseto) Maurizio Biggi (Cavenago di Brianza) |

|                                           |            |                                |
| Ragland, Thomas 16 Randolph 14 Fesenko 12 | Punti      | 15 Stipčević 14 Lacey 10 Lawal |
| Green 5                                   | Assist     | 3 Lacey, Stipčević             |
| Fesenko, Thomas 11                        | Rimbalzi   | 7 Lacey                        |
| Stefano Sacripanti                        | Allenatori | Federico Pasquini              |

### Supercoppa italiana
| Arbitri: | Dino Seghetti (Livorno) Alessandro Vicino (Argelato) Michele Rossi (Anghiari) |

|                                  |            |                                       |
| Ragland 18 Randolph 16 Thomas 15 | Punti      | 18 Polonara 14 Della Valle 13 Aradori |
| Green 6                          | Assist     | 4 Gentile                             |
| Leunen 8                         | Rimbalzi   | 7 Polonara                            |
| Stefano Sacripanti               | Allenatori | Massimiliano Menetti                  |

| Arbitri: | Dino Seghetti (Livorno) Luca Weidmann (Campobasso) Gabriele Bettini (Bologna) |

|                                            |            |                               |
| Ragland 18 Obasohan 12 Randolph, Thomas 10 | Punti      | 25 Simon 15 Hickman 11 Dragić |
| Green, Leunen, Ragland, Randolph, Thomas 2 | Assist     | 8 Simon                       |
| Cusin, Obasohan 5                          | Rimbalzi   | 7 Dragić                      |
| Stefano Sacripanti                         | Allenatori | Jasmin Repeša                 |